# Satyu Yamaguti

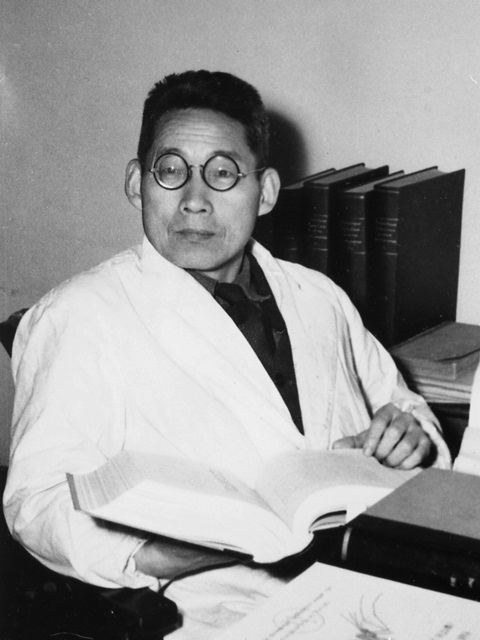
Satyu Yamaguti

Satyu Yamaguti (japanisch 山口 左仲 Yamaguchi Sachū; geb. 21. April 1894; gest. 11. März 1976 in Kyōto) war ein japanischer Parasitologe, Entomologe und Helminthologe. Er publizierte zahlreiche wissenschaftliche Arbeiten und Monografien. Schwerpunkte seiner Arbeit waren Stechmücken, Saugwürmer und Kratzwürmer. Yamaguti beschrieb über 1400 neue Arten.

## Leben
Yamaguti erwarb 1918 einen Abschluss an der Fakultät für Medizin der Universität Okayama, absolvierte anschließend bis 1925 eine Facharztausbildung in Pathologie an der Universität Tokio und bildete sich 1925 bis 1926 auf dem Gebiet der Parasitologie am Institut für Tropenmedizin Hamburg weiter. 1926 wurde er Doktor der Medizin an der Universität Tokio, 1935 habilitierte er sich an der Universität Kyōto. Dort war er 1927 bis 1943 Dozent für Parasitologie. 1943 bis 1944 war er als Parasitologe am Institut für Tropenhygiene im japanisch besetzten Makassar (Indonesien) und nach Ende des Zweiten Weltkriegs bis 1950 als Spezialist des Malaria Survey Detachment der US Army tätig. 1950 wurde er zum Professor für Parasitologie an die Universität Okayama berufen. 1962 bis 1966 war er Gastprofessor an der Universität Hawaii und 1960 bis 1969 als Professor für Biologie an der Tulane University in New Orleans tätig.

## Werke
- Studies on the helminth fauna of Japan, Teil 1–57, 1933–1961.
- Parasitic worms mainly from Celebes, Teil 1–11, 1952–1956.
- Mosquito fauna of Japan and Korea, 1950
- Mosquito fauna of Guam, 1950
- Mosquito fauna of North America, Part I, 1950
- Mosquito fauna of North America, Part II, 1950
- Mosquito fauna of North America, Part III, 1950
- Mosquito fauna of North America, Part IV, 1950
- Mosquito fauna of North America. Part V, 1950
- Illustrated Keys to adult Culidne mosquitoes of America north of Mexico, 1952
- Systema Helminthum. Band I: The Digenetic Trematodes of Vertebrates, 1958
- Systema Helminthum. Band II: The Cestodes of Vertebrates, 1959
- Systema Helminthum. Band III: The Nematodes of Vertebrates, 1961
- Systema Helminthum Band V: Acanthocephala, 1963
- Parasitic Copepoda and Branchiura of Fishes, 1963
- Monogenetic Trematodes of Hawaiian Fishes, 1968
- Digenetic Trematodes of Hawaiian Fishes, 1970
- Synopsis of Digenetic Trematodes of Vertebrates, 1971
- A Synoptical Review of Life Histories of Digenetic Trematodes of Vertebrates, 1975